# Рікі Етаме
Рікі Етаме (фр. Ricky Aitamai, нар. 22 грудня 1991) — таїтянський футболіст, півзахисник клубу «Веню» та національної збірної Таїті.

## Клубна кар'єра
У дорослому футболі дебютував 2011 року виступами за команду клубу «Веню», кольори якої захищає й донині.

## Виступи за збірну
2013 року дебютував в офіційних матчах у складі національної збірної Таїті. Наразі провів у формі головної команди країни 3 матчі.
У складі збірної був учасником розіграшу Кубка конфедерацій 2013 року у Бразилії.